# Taschyne
Taschyne (ukrainisch Ташине; russisch Ташино Taschino) ist ein Dorf im Südwesten der ukrainischen Oblast Mykolajiw mit etwa 450 Einwohnern (2004).
Taschyne liegt auf 24 m Höhe am Tylihul-Liman im Westen des Rajon Beresanka.
Das ehemalige Rajonzentrum Beresanka befindet sich 30 km südöstlich und das Oblastzentrum Mykolajiw 85 km östlich der Ortschaft.
Am 12. Juni 2020 wurde das Dorf ein Teil der Siedlungsgemeinde Beresanka; bis dahin bildete es zusammen mit den Dörfern Ljublyne (Люблине) und Prohressiwka (Прогресівка) die Landratsgemeinde Taschyne (Ташинська сільська рада/Taschynska silska rada) im Nordwesten des Rajons Beresanka.
Seit dem 17. Juli 2020 ist es ein Teil des Rajons Mykolajiw.